# Trox cotodognanensis
Trox cotodognanensis är en skalbaggsart som beskrevs av Compte 1985. Trox cotodognanensis ingår i släktet Trox och familjen knotbaggar. Inga underarter finns listade i Catalogue of Life.